# Anolis fitchi
Anolis fitchi – gatunek jaszczurki z rodziny Anolidae zamieszkujący górskie lasy w północno-zachodniej Ameryce Południowej.

## Systematyka
Gatunek należy do rodzaju Anolis. Rodzaj ten umieszcza się obecnie w monotypowej rodzinie Anolidae. W przeszłości zaliczany był do licznej w gatunki rodziny legwanowatych (Iguanidae).

## Rozmieszczenie geograficzne
Zasięg występowania jaszczurki obejmuje tereny od prowincji Tungurahua w Ekwadorze do departamentu Putumayo w południowo-zachodniej Kolumbii.
A. fitchi zasiedla tereny położone na wysokościach od 1250 do 2000 m n.p.m.

## Siedlisko
Siedlisko tego zauropsyda to tropikalne wilgotne lasy górskie, w tym lasy wtórne.

## Zagrożenia i ochrona
W Czerwonej księdze gatunków zagrożonych IUCN Anolis fitchi jest klasyfikowany jako gatunek najmniejszej troski (LC, ang. Least Concern).
IUCN wymienia dla tego łuskonośnego takie lokalne zagrożenia, jak utrata środowiska naturalnego spowodowana rozwojem rolnictwa i górnictwa oraz hodowlą bydła.
Nie prowadzi się działań zmierzających do ochrony tego gatunku, aczkolwiek znaczna część jego zasięgu (co najmniej 50%) leży w obrębie obszarów chronionych (w tym Parku Narodowego Cayambe-Coca).